# Hans Christian Hagedorn
Inte att förväxla med den tyske filologen med samma namn
Hans Christian Hagedorn, född 6 mars 1888 i Köpenhamn, död 6 oktober 1971 i Gentofte i Danmark, var en dansk läkare och diabetesforskare. 
Hagedorn var 1932-1963 överläkare vid Niels Steensens hospital i Gentofte. Han invaldes 1948 som utländsk ledamot av svenska Vetenskapsakademien. År 1954 utnämndes han till medicine hedersdoktor vid Göteborgs universitet.
Hagedorn var med om att utveckla Hagedorn-Jensenmetoden för mätning av blodsocker och tog fram det första långverkande insulinpreparatet för behandling av diabetes under namnet Neutral Protamin Hagedorn eller NPH-insulin.

## Utmärkelser
- Riddare av Dannebrogorden,  1932[3]
- Banting-medaljen,  1946[4]
- Hedersdoktor vid Göteborgs universitet
- Hedersdoktor vid universitetet i Oslo

[Redigera Wikidata]